# Церква преподобної Параскеви Полоцької
Церква преподобної Параскеви Полоцької — греко-католицька церква в місті Полоцьк (Білорусь), названа на честь святої Параскеви Полоцької. Єдиний діючий греко-католицький храм у Білорусі, побудований за традиційними архітектурними греко-католицькими церковними канонами.

## Історія
Церкву заснував о. Венедикт Алексійчук при діючому з липня 1994 року новоствореному студитському монастирі святих Бориса і Гліба.
Будівництво розпочалося у 1995 і було завершене в 1996 році. Церква належить до юрисдикції Білоруської Греко-Католицької Церкви, до парафії священномученика Йосафата Кунцевича архиєпископа Полоцького.
На території храму стоїть великий дерев'яний шестикінечний хрест і пам'ятний камінь, під яким знаходиться земля з гробу блаженного Миколая Чарнецького.

## Галерея

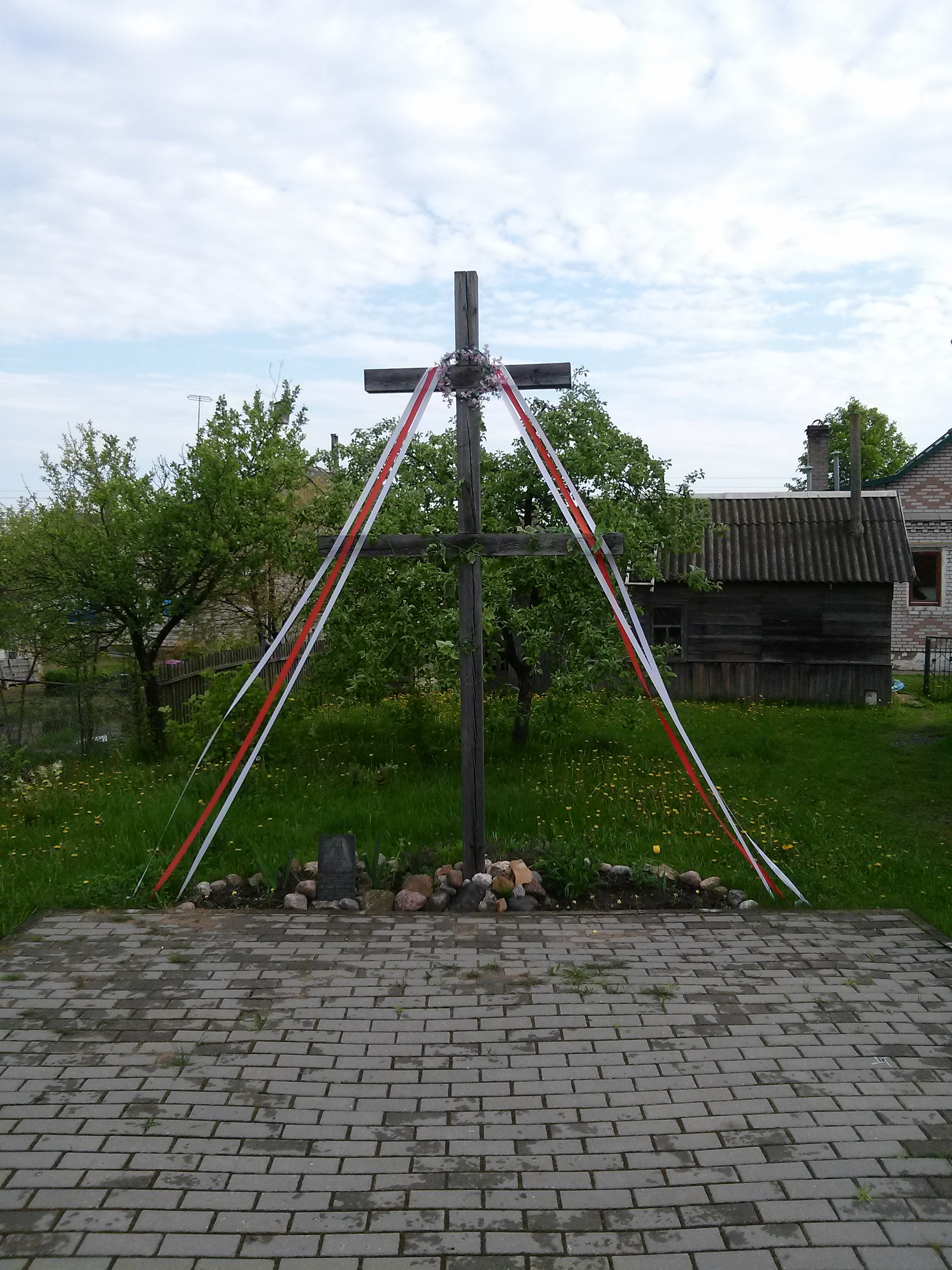
Хрест біля церкви преподобної Параскеви Полоцької
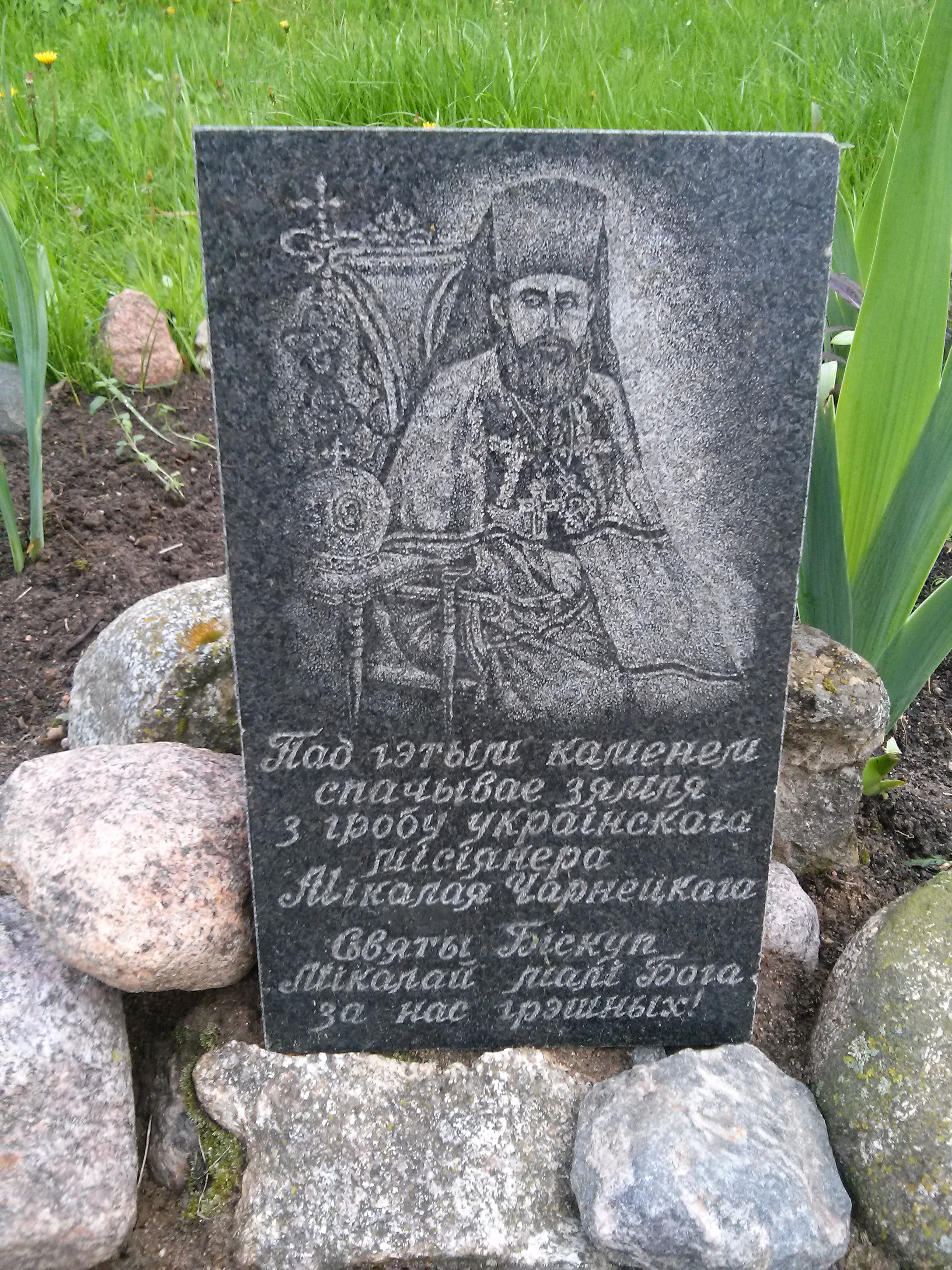
Камінь, під яким є земля з гробу блаж. Миколая Чарнецького
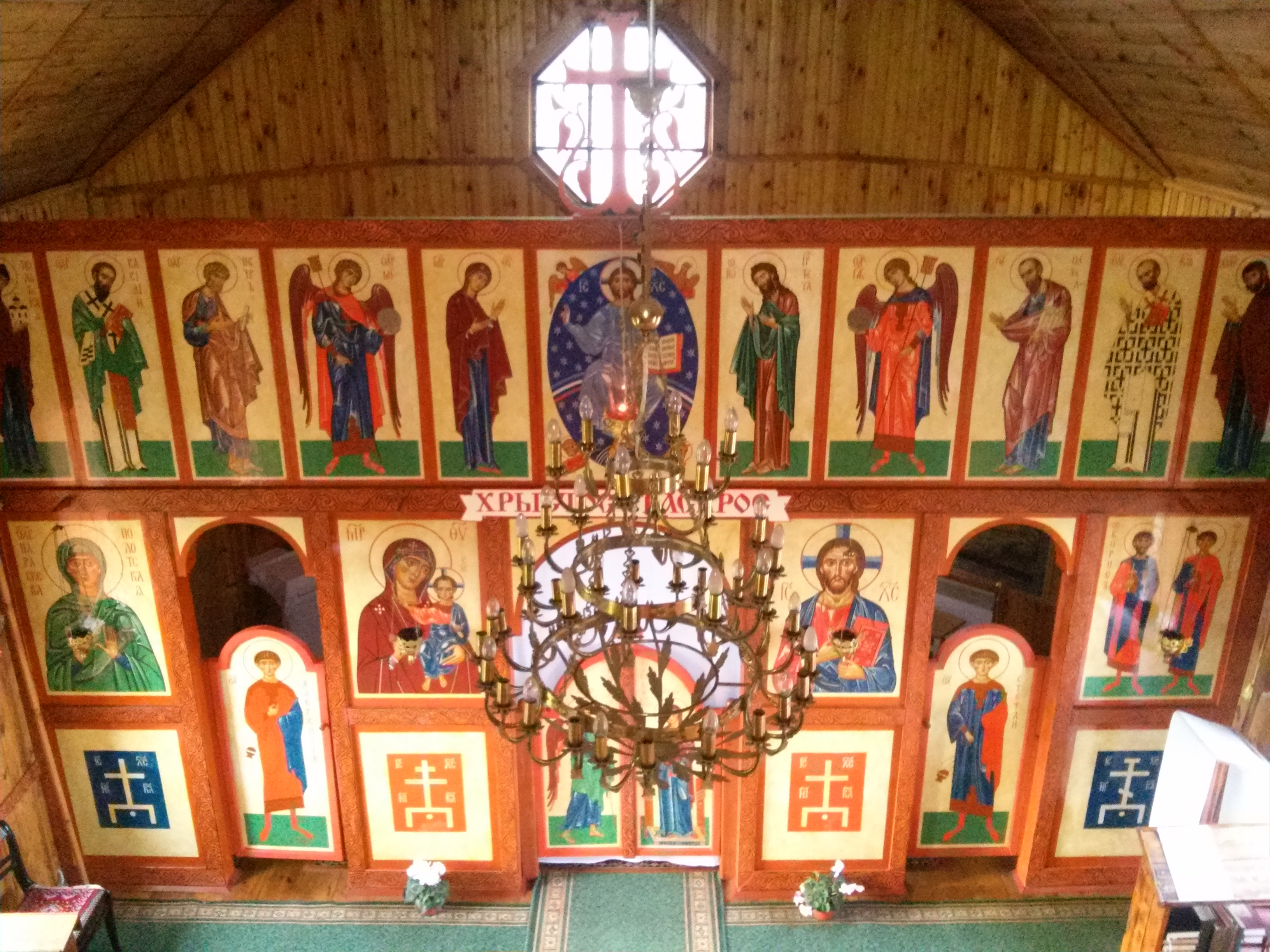
Іконостас храму преподобної Параскеви Полоцької